# Бикоро, Федерико
Федерико Бикоро Акиме Нчама (род. 17 марта 1996, Дуала, Камерун) — камерунский и экваториалогвинейский футболист, выступающий на позиции полузащитника. Выступает за марокканский клуб «Раджа Касабланка».

## Биография
Родился 17 марта 1996 года в Дуале, Камерун в семье отца экваториалогвинейца и камерунской матери. С детства мечтал стать юристом, готовился к экзаменам и изучал французскую литературу, но все его планы по учёбе перекрыла гибель родителей в автокатострофе. Чтобы обеспечить себя и троих братьев пошёл работать с друзьями на различные работы, от каменщика до плотника. Родители — набожные христиане, с детства прививали Федерико любовь к богу, поэтому он благодарит его за все успехи полученные в жизни.

## Клубная карьера
В возрасте 17 лет поступил в футбольную академию Аконангуи, и через два года перешёл в Эла Нгуема. В 2016 году переходит в Спортивную академию Кано, где его игру заметили испанские скауты, предложив контракт с уэльвским Рекреативо, представителем Сегунды, но из-за проблем с документами сделка не была совершена и вместо этого Бикоро переходит в Алькалу. Отыграв за клуб 9 матчей переходит в Сан-Себастьян-де-лос-Рейес, за который впервые забил гол 7 января следующего года в выездном матче против Понферрадины. Сравняв счёт в середине матча, итоговым результатом была победа Лос Рейеса со счётом 3:1. В конце января 2018 года переходит в Лорку из Сегунды. Свой первый матч провёл против Сарагосы. В ходе матча был удалён и встреча закончилась поражением со счётом 1:3. В июле того же года переходит в Тереуэль. Полностью отыграв сезон за арагонский клуб, переходит в Реал Сарагоса. Ни отыграв ни матча за клуб был отдан на правах аренды в Бадахос. После снова на правах аренды переходит в Нумансию, Бадалону и наконец Эркулес, за который на данный момент отыграл 21 матч и отметился двумя голами.

## Карьера в сборной
Так как отец родом из Экваториальной Гвинеи, Бикоро имел права представлять как Камерун, так и Экваториальную Гвинею. 4 сентября 2013 года дебютировал за Сборную Экваториальной Гвинеи в неофициальном товарищеском матче против Ливии. Встреча закончилась ничейным счётом 1:1. Дебютом в официальных матчах стала выездная победа над Андоррой со счётом 1:0. Первый свой гол за сборную забил в товарищеском матче против сборной Маврикия. Встреча закончилась победой со счётом 3:1. Всего за сборную провёл 36 матчей (33 официальных и 3 неофициальных), отметившись голами в ворота Маврикия и Замбии.